# Phaulopsis
Phaulopsis is een geslacht uit de acanthusfamilie (Acanthaceae). De soorten uit het geslacht komen voor in Afrika, op het eiland Madagaskar, het Arabisch schiereiland en van de oostelijke Himalaya tot in Indochina en China.

## Soorten
- Phaulopsis aequivoca Mankt.
- Phaulopsis angolana S.Moore
- Phaulopsis barteri T.Anderson
- Phaulopsis ciliata (Willd.) Hepper
- Phaulopsis dorsiflora (Retz.) Santapau
- Phaulopsis gediensis Mankt.
- Phaulopsis grandiflora Mankt.
- Phaulopsis imbricata (Forssk.) Sweet
- Phaulopsis johnstonii C.B.Clarke
- Phaulopsis lankesterioides (Lindau) Lindau
- Phaulopsis latiloba Mankt.
- Phaulopsis lindaviana De Wild.
- Phaulopsis marcelinoi Mankt.
- Phaulopsis micrantha (Benth.) C.B.Clarke
- Phaulopsis pulchella Mankt.
- Phaulopsis sangana S.Moore
- Phaulopsis savannicola Mankt.
- Phaulopsis semiconica P.G.Mey.
- Phaulopsis symmetrica Mankt.
- Phaulopsis talbotii S.Moore
- Phaulopsis verticillaris (Nees) Mankt.

... · 
Acanthopsis · 
Acanthus · 
Achyrocalyx · 
Afrofittonia · 
Ambongia · 
Ancistranthus · 
Andrographis · 
Angkalanthus · 
Anisacanthus · 
Anisosepalum · 
Anisotes · 
Anomacanthus · 
Aphanosperma · 
Aphelandra · 
Ascotheca · 
Asystasia · 
Avicennia · 
Ballochia · 
Barleria · 
Barleriola · 
Blepharis · 
Borneacanthus · 
Boutonia · 
Brachystephanus · 
Bravaisia · 
Brillantaisia · 
Brunoniella · 
Calacanthus · 
Calycacanthus · 
Camarotea · 
Carlowrightia · 
Celerina · 
Cephalacanthus · 
Chalarothyrsus · 
Chamaeranthemum · 
Chileranthemum · 
Chlamydacanthus · 
Chlamydocardia · 
Chorisochora · 
Chroesthes · 
Clinacanthus · 
Clistax · 
Codonacanthus · 
Conocalyx · 
Cosmianthemum · 
Crabbea · 
Crossandra · 
Crossandrella · 
Cyclacanthus · 
Cynarospermum · 
Cyphacanthus · 
Danguya · 
Dasytropis · 
Dichazothece · 
Dicladanthera · 
Dicliptera · 
Dischistocalyx · 
Duosperma · 
Dyschoriste · 
Ecbolium · 
Echinacanthus · 
Elytraria · 
Encephalosphaera · 
Eranthemum · 
Eremomastax · 
Filetia · 
Fittonia · 
Forcipella · 
Glossochilus · 
Graphandra · 
Graptophyllum · 
Gymnostachyum · 
Gypsacanthus · 
Hansteinia · 
Haplanthodes · 
Harpochilus · 
Hemigraphis · 
Henrya · 
Herpetacanthus · 
Heteradelphia · 
Holographis · 
Hoverdenia · 
Hulemacanthus · 
Hygrophila · 
Hypoestes · 
Ichthyostoma · 
Isoglossa · 
Isotheca · 
Jadunia · 
Justicia · 
Kalbreyeriella · 
Kosmosiphon · 
Kudoacanthus · 
Lankesteria · 
Leandriella · 
Lepidagathis · 
Megalochlamys ·
Ruellia · 
Strobilanthes · 
Thunbergia · 
...